# Cytokinine
Cytokinine oder Zytokinine sind eine Gruppe von Pflanzenhormonen mit multipler Wirkung auf Wachstum und Entwicklung von Pflanzen. Ihr Name leitet sich von ihrer stimulierenden Wirkung auf die Cytokinese ab (griechisch kytos = Zelle und kinesis = Bewegung). Als Phytohormone sind die Cytokinine in allen Pflanzen vorhanden, befinden sich aber auch in tierischen Geweben sowie in Bakterien, Pilzen und Algen. Cytokinine liegen im pflanzlichen Gewebe in freier Form oder gebunden in spezifischen Transfer-Ribonukleinsäuren (tRNA) vor. Die Konzentration an Cytokininen im Pflanzengewebe ist niedrig und vom Pflanzenorgan und dessen Entwicklungsstand nicht abhängig.

Zeatin

Die wichtigsten natürlichen Cytokinine sind cis- und trans-Zeatin, Zeatinribosid und -ribotid, Dihydrozeatin und N6-Isopentenyladenin, sowie weitere Derivate des Adenins mit einer isoprenoiden C5-Seitenkette (R) am exozyklischen Stickstoffatom N6.
Zeatin wurde als erstes natürliches Cytokinin aus unreifen Maiskörnern isoliert und ist in höheren Pflanzen weitverbreitet. Neben diesem basischen Cytokinin kommen in Pflanzen auch entsprechende Ribonukleoside (9-Riboside) und Ribonukleotide (9-Ribosid-5'-monophosphate) sowie N-7- oder N-9- sowie O-4-Glucoside vor.
Von den synthetischen Cytokininen, den so genannten organischen Verbindungen mit Cytokininaktivität, sind besonders Kinetin (6-Furfurylaminopurin) und Benzylaminopurin (6-Benzyladenin) sowie einige N,N-Diphenylharnstoffderivate von Bedeutung, z. B. Kinetin in der Phytohormonforschung als Modellsubstanz.

## Synthese
Der erste Schritt der Cytokinin-Biosynthese ist der Transfer einer Isopentenyl-Gruppe (Dimethylallylpyrophosphat / DMAPP, 1-Hydroxy-2-methyl-2-(E)-butenyl-4-diphosphat / HMBDP) auf eine Adenosineinheit (ATP/ADP/AMP). Bei Pflanzen erfolgt eine Übertragung von DMAPP auf ATP/ADP, Bakterien wie z. B. Agrobacterium tumefaciens hingegen übertragen HMBDP auf AMP. Enzymatisch katalysiert werden die Schritte durch verschiedene IPTs (Isopentenyl-Transferasen).
Die Biosynthese der natürlichen Cytokinine ist eng mit dem RNA-Stoffwechsel verbunden und erfolgt entweder de novo aus niedermolekularen Verbindungen über den Purinring oder durch Freisetzung von Cytokininen durch den Abbau von cytokininhaltiger t-RNA. Hauptbiosyntheseort sind die Wurzelspitze sowie junge Früchte und Samen. Der Transport erfolgt im Xylem (Leitgewebe).

## Wirkung
Die Wirkungen der Cytokinine überlappen sich mit denen anderer Phytohormone. Charakteristisch sind die Stimulierung der Cytokinese (Zellteilung, Mitose) in Kallusgeweben und die Förderung des Streckungswachstums der Pflanze.
Cytokinine regulieren in enger Wechselwirkung mit anderen Phytohormonen, vor allem den Auxinen und Abscisinsäure, und Umweltfaktoren z. B. Licht vielfältige pflanzliche Wachstums- und Differenzierungsprozesse. Dazu gehört auch die Verzögerung des Alterungsprozesses bei Pflanzen.
Während die Wirkung der Cytokinine bei Gefäßpflanzen oft als pleiotrop beschrieben wird, induzieren sie am Protonema der Moose die Knospenbildung. Dieser Übergang vom apikalen Wachstum (Spitzenwachstum) zum Wachstum mittels dreischneidiger Scheitelzelle geht auf die Differenzierungsleistung einer einzelnen Zelle zurück und stellt eine spezifische Cytokininwirkung dar.
In aktuellen Studien wurde die Funktion von Cytokininen in der pflanzlichen Abwehr beschrieben. So konnte beispielsweise gezeigt werden, dass Cytokinine Resistenz gegen Pseudomonas syringae in Arabidopsis thaliana und Nicotiana tabacum induzieren. Zudem wurde die Produktion von Cytokininen durch Pseudomonas fluorescens als Determinante biologischer Kontrolle von Pflanzenkrankheiten angezeigt.